# Amityville: el despertar
Amityville: El despertar (en inglés Amityville: The Awakening) es una película de terror estadounidense y la duodécima película de la saga de Amityville. Está escrita y dirigida por Franck Khalfoun, y producida por Jason Blum, Daniel Farrands y Casey La Scala, y protagonizada por Bella Thorne, Cameron Monaghan y Jennifer Jason Leigh. Aparentemente tenía la intención de ser la secuela de The Conjuring 2. El filme fue estrenado el 30 de junio de 2017 en Estados Unidos.

## Sinopsis
Belle (Bella Thorne), su hermana pequeña Juliet (Mckenna Grace), y su hermano gemelo en coma, James (Cameron Monaghan), se mudan a una nueva casa con su madre soltera, Joan (Jennifer Jason Leigh), con el fin de ahorrar dinero para ayudar a pagar la asistencia sanitaria de su hermano. Pero cuando fenómenos extraños empiezan a ocurrir en la casa, incluyendo la recuperación milagrosa de su hermano y pesadillas cada vez más espeluznantes, Belle empieza a sospechar que su madre no le está contando toda la verdad y pronto se da cuenta de que acaba de mudarse a la terrorífica casa de Amityville.

## Reparto
- Bella Thorne como Belle Walker.
- Jennifer Jason Leigh como Joan Walker.
- Cameron Monaghan como James Walker.
- Thomas Mann como Terrence.
- Jennifer Morrison como Candice.
- Kurtwood Smith como el doctor Ken Milton.
- Taylor Spreitler como Marissa.
- Mckenna Grace como Juliet Walker.
- Robin Atkin Downes como Narrador.
- James Brolin y Margot Kidder como George Lutz y Kathy Lutz (cameo mediante la película The Amityville Horror) (sin acreditar).

## Producción
Dimension Films está haciendo la nueva película previamente titulada The Amityville Horror: The Lost Tapes planeada estrenarse el 2 de enero de 2015 contando con Franck Khalfoun como director. Daniel Farrands y Casey La Scala coescribieron el guion y esperan producirla con Jason Blum. En marzo de 2014, la película fue retitulada a Amityville. Jennifer Jason Leigh y Bella Thorne son incorporadas al elenco. El 22 de agosto de 2014, un tráiler fue lanzado siendo retitulada como Amityville: The Awakening.